# Wiktor Skrypnyk
Wiktor Anatolijowycz Skrypnyk, ukr. Віктор Анатолійович Скрипник, ros. Виктор Анатольевич Скрипник, Wiktor Anatoljewicz Skripnik (ur. 19 listopada 1969 w Nowomoskowsku, w obwodzie dniepropietrowskim, Ukraińska SRR) – ukraiński piłkarz, grający na pozycji obrońcy, reprezentant Ukrainy, trener piłkarski.

## Kariera piłkarska

### Kariera klubowa
W 1986 rozpoczął karierę piłkarską w drużynie rezerwowej Dnipra Dniepropietrowsk, skąd trafił do drużyny seniorów. Kiedy trener Wołodymyr Jemeć odchodził do Metałurhu Zaporoże, zaprosił go do nowego klubu. W 1994 powrócił do Dnipra Dniepropietrowsk. Latem 1996 za 1,5 mln marek został sprzedany do niemieckiego klubu Bundesligi Werderu Brema, z którym zdobył Mistrzostwo Niemiec w 2004 oraz puchar Niemiec w 1999 i 2004. W 2004 zakończył karierę piłkarską w wieku 35 lat.

### Kariera reprezentacyjna
7 września 1994 zadebiutował w reprezentacji Ukrainy w spotkaniu eliminacyjnym Euro 1996 z Litwą przegranym 0:2. Łącznie zaliczył 24 gier reprezentacyjnych, strzelił 2 gole.

## Kariera trenerska
Po zakończeniu kariery zawodniczej od lata 2004 trenował juniorów w klubie Werder Brema. W 2007 otrzymał dyplom trenerski UEFA Pro. W 2013 awansował na trenera drugiej drużyny Werderu. 25 października 2014 został głównym trenerem Werderu. 18 września 2016 po 3 startowych nieudanych meczach Bundesligi został zwolniony ze zajmowanego stanowiska. 5 lipca 2018 stał na czele Riga FC, z którym zdobył mistrzostwo i Puchar Łotwy, którym kierował do 5 lutego 2019. 3 czerwca 2019 został mianowany na stanowisko głównego trenera Zorii Ługańsk

## Sukcesy i odznaczenia

### Sukcesy klubowe
- brązowy medalista Mistrzostw Ukrainy: 1995, 1996
- mistrz Niemiec: 2004
- zdobywca Pucharu Niemiec: 1999, 2004
- finalista Pucharu Niemiec: 2000
- finalista Pucharu Ligi Niemieckiej: 1999

### Sukcesy trenerskie
- mistrz Łotwy: 2018
- zdobywca Pucharu Łotwy:: 2018